# Râul Giovria
Râul Giovria este un curs de apă, afluent al râului Gilort.